# Samosir (huyện)
Samosir (huyện) là một huyện (kabupaten) thuộc tỉnh Bắc Sumatra, Indonesia. Huyện lỵ đóng ở. Huyện có diện tích 1.419 km2, sân số theo điều tra năm 2000 là 130.097 người

## Các đơn vị hành chính
Huyện gồm có phó huyện hành chính (kecamatan) sau:
- - Onan Runggu
  - Palipi
  - Pangururan
  - Ronggur Nihuta
  - Simanindo
  - Sitiotio